# Bestämdhet
Bestämdhet eller species (latin: slag, art) är inom grammatiken en term för böjningskategorierna bestämd form (definit form) och obestämd form (indefinit form) hos substantiv, orden som underordnas huvudordet i en nominalfras och ibland vissa andra nominala ord, i språk där den uttrycks med affix. Dit hör bland annat de nordgermanska språken, till exempel svenskan, de sydöstslaviska språken, till exempel bulgariskan, samt rumänskan. Man brukar då också uttrycka det som att språken har två species.
I modern svenska och danska samt i norskt bokmål, som inte har annan kasusböjning än en genitivbildning genom tillägg av suffixet -s, anges bestämd form med böjningsändelser (suffix), som placeras efter suffix för numerus (plural) men före genitivsuffixet -s. I exemplet flickornas = flick(a) -or -na -s är -na bestämdhetssuffix för plural. I äldre nordiska språk, liksom även i modern isländska och färöiska, böjs både grundordet och bestämdhetssuffixet efter kasus. Några exempel från ålderdomlig svenska är:
- Mörksens makter! I havsens djup. (Dubbel genitiv.)
- Loven och prisen herranom! (Dubbel dativ; herra var en gammal dativform av herre.[källa behövs])

Ett exempel från (modern) färöiska: Flicka heter genta i nominativ (grundform) och gentu i ackusativ. Flickan översätts med gentan i nominativ men med gentuna i ackusativ.
Många andra indoeuropeiska språk och språk från andra språkgrupper anger bestämdhet enbart genom en bestämd artikel (the i det engelska exemplet the girls). En del språk (som latin och finska) markerar inte alls species på ett speciellt sätt, utan sammanhanget får vid behov avgöra om ett obestämt eller ett bestämt föremål avses.
När svensk rättstavning standardiserades under 1700-talet, rådde delade meningar om bestämdhetssuffixen för plural skulle vara -na (flickorna) eller -ne (pojkarne). Abraham Magni Sahlstedt rekommenderade 1769 att plural på -ar skulle få -ne i bestämd form, snarare än att styras av genus, och denna norm blev dominerande under 1800-talet. Mot slutet av seklet[källa behövs] övergavs -ne helt till förmån för -na (pojkarna).

## Semantik
Substantiv i bestämd form utpekar ett visst bestämt, känt, eller specifikt ting av flera av samma slag, ett definit begrepp. Motsatsen, substantiv i obestämd form utpekar för de mesta inte något bestämt enskilt ting utan vilket som helst av flera av samma slag. Jämför följande exempel: 
Obestämd form: "Finns det en stol?", "Har du haft en dröm?"
Bestämd form: "Den stolen där borta", "Drömmen du drömde i natt."
Det är dock viktigt att notera att den obestämda formen också kan användas för bestämda begrepp, till exempel: "min fina dröm jag drömde i natt". I Danska kommer den obestämda formen regelbundet med den bestämda artikeln, till exempel: "det fine drøm". Av denna anledning är det inte exakt att kalla den obestämda formen "idefinit form" utan snarare "omärkt form" (i engelska "unmarked form") .